# Holbrook (Suffolk)
Holbrook – wieś w Anglii, w hrabstwie Suffolk, w dystrykcie Babergh. Leży 9 km na południe od miasta Ipswich i 104 km na północny wschód od Londynu. W 2001 miejscowość liczyła 2317 mieszkańców.